# Calzada de Don Diego
Calzada de Don Diego est une commune de la province de Salamanque dans la communauté autonome de Castille-et-León en Espagne.